# Harriet Dinerstein
Harriet Dinerstein es una astrónoma estadounidense. La Sociedad Astronómica Estadounidense honró su trabajo otorgándole el Premio Annie Jump Cannon en 1985. También recibió el Premio Newton Lacy Pierce en Astronomía en 1989.  Dinerstein recibió su Grado por la Universidad Yale en 1975, y su Doctorado en la Universidad de California en Santa Cruz en 1980.  Actualmente es Profesora de Astronomía en la Universidad de Texas en Austin.
Sus áreas especiales de estudio incluyen las abundancias químicas de las estrellas, las nebulosas planetarias, y las regiones HII (gas interestelar que contiene hidrógeno ionizado).